# Laupala pacifica
Laupala pacifica är en insektsart som beskrevs av Otte, D. 1994. Laupala pacifica ingår i släktet Laupala och familjen syrsor. Inga underarter finns listade i Catalogue of Life.